# Porsche 911 S Coupé
La Porsche 911 S Coupé o più semplicemente Porsche 911 S è una versione sportiva della Porsche 911 prima serie, specificatamente progettata per partecipare alle competizioni rallistiche, in special modo al Campionato internazionale costruttori, campionato in cui ha gareggiato e vinto nel 1970.

## Storia
Al rally di Montecarlo 1970 la vettura ottenne un primo, un secondo e un quarto posto, dominando la gara e ottenendo la terza vittoria consecutiva a Montecarlo dopo aver già vinto nelle passate edizioni 1968 e 1969 prima che venisse istituito un campionato vero e proprio. 
Sempre nel 1970 con alla guida lo svedese Björn Waldegård, oltre a vincere il Rally di Montecarlo, vinse anche il rally di Svezia e il rally d'Austria, permettendo alla Porsche di aggiudicarsi la prima edizione del campionato internazionale costruttori, la prima competizione rallistica di livello internazionale antesignano del moderno WRC.

## Descrizione
Omologate per rientrate nel Gruppo 3 e 4, furono prodotte 5 esemplari della 911 S. La vettura era più leggera rispetto alla versione di serie grazie all'utilizzo di fibra di vetro, alluminio e perspex per la costruzione. Grazie ai regolamenti FIA in vigore all'epoca che consentivano un aumento dell'alesaggio ma non della corsa a condizione che questo non portasse la cilindrata oltre i 2,5 litri, il motore 911/20 a 6 cilindri boxer alimentato ad iniezione meccanica, era stato portato a 2247 cm³ di cilindrata con misure 85 x 66 mm rispettivamente di alesaggio e corsa, rapporto di compressione 10,3:1 e potenza di 240 CV erogati a 7800 giri/min.

## Palmarès
- 1 Campionato internazionale costruttori (1970)
- 2 Campionato europeo rally (1966, 1967)

## Vittorie nel mondiale[3]
| Anno | Rally                      | Pilota          |
| ---- | -------------------------- | --------------- |
| 1970 | Rally di Monte Carlo       | Björn Waldegård |
| 1970 | Rally di Svezia            | Björn Waldegård |
| 1970 | Österreichische Alpenfahrt | Ove Andersson   |